# Lamprospilus aunus
Espèce
Lamprospilus aunus est une espèce d'insectes lépidoptères (papillons) appartenant à la famille des Lycaenidae, à la sous-famille des Theclinae et au genre Lamprospilus.

## Dénomination
Lamprospilus aunus a été décrit par Pieter Cramer en 1874, sous le nom initial de Papilio aunus.
Synonymes : Thecla thenca Möschler, 1883; Thecla aunus,  Hewitson, 1874.

## Description
Lamprospilus aunus est un petit papillon aux antennes et aux pattes annelées de blanc et de marron, avec deux fines queues, une longue et une courte à chaque aile postérieure.
Le dessus est marron.
Le revers est marron plus clair orné aux ailes antérieures et aux ailes postérieures d'une fine ligne postdiscale marron, avec, aux ailes postérieures, une ligne marginale de chevrons marron dont deux gros entre les deux queues et à l'angle anal.

## Écologie et distribution
Lamprospilus aunus est présent au Surinam et en Guyane,,.

### Protection
Pas de statut de protection particulier.